# Hipódromo de Techo
El Hipódromo de Techo, denominado comúnmente Hipotecho fue una pista de carreras de caballos localizada en el barrio de Techo (actual Ciudad Kennedy) al sur occidente de Bogotá, Colombia.

## Historia
Jenaro Rico, médico destacado de la ciudad y amante de los caballos, propuso a su familia la posibilidad de utilizar los terrenos aledaños al antiguo Aeropuerto de Techo en donde estaba ubicada la hacienda San Isidro para que se construyera allí un nuevo hipódromo, la idea de construir allí un escenario que sirviera a la masiva pasión social que el juego hípico tenía en los ámbitos local y nacional despertó el interés, así, esta iniciativa fue finalmente cristalizada gracias al apoyo que brindaron otras personalidades de la ciudad, como Jenaro Rico - promotor y realizador de la obra - su esposa Magdalena Torres de Rico, su hijo Mario Rico Torres, Ernesto y Aurelio Cubillos, Honorato Espinosa y Ponce de León, Manuel A. Lozano Acosta, Carlos Sanz de Santamaría, Carlos Montoya Restrepo y el general Hernando Mora Angueyra.
El 12 de mayo de 1952 se firmaron las escrituras correspondientes a la constitución de la sociedad Hipódromo de Techo S. A., que se encargó del funcionamiento del recinto.

### Construcción
La construcción de este escenario, planificado por el arquitecto Álvaro Hermida, de un lado por su fisonomía, la arquitectura moderna de sus constitutivos, como la edificación principal, con los ordenados ventanales del contorno, el piso en granito, las imponentes columnas y las escaleras que en el hall, parten hacia ambos lados para llegar a una segunda planta, al área de apuestas, más los salones de la planta baja, al club hípico, sin olvidar el tercero y último piso, desde cuyos palcos se dimensionan los techos largos y con concavidades regulares que cubren las tribunas de este módulo y del ubicado a su derecha, dos tribunas menores. Ambos, hechos realidad gracias al ingeniero colombiano Guillermo González Zuleta.
Por otro lado, simetría, amplitud, luz, también evidentes en el resto de componentes, la piscina-fuente, rodeada de sobrios jardines, la cubierta en voladizo del acceso de la edificación, que sostiene unas elevadas astas, y una cuarta tribuna –a un costado de la entrada del predio–, que a diferencia de las tres mayores no mira al centro del hipódromo, sino a las espaldas de este, donde está un reducido circuito donde los caballos desfilaban ante el examen de los ávidos apostadores.
En el planeamiento fue necesario a causa de la inmediata vecindad del aeropuerto de Techo, atender a las estrictas exigencias de la Aeronáutica Civil quienes determinaron la altura y localización de las tribunas, la planificación del Hipódromo de Techo atendió los intrincados problemas de tránsito, estacionamiento y aquellos relacionados con el movimiento interno de caballos y espectadores. 
Desde entonces, gracias a su fina construcción especializada para la realización de carreras planas fueron estudiadas con medidas ajustadas a los estándares internacionales del momento, pista básica en grama con 1.650 metros de longitud y dos pistas de arena con 1.750 metros de longitud ambas por 20 metros de ancho, para galopes y trabajos, con rectas de 500 metros y curvas de 120 metros de radio, caballerizas con 1.200 boxes, el campo encerrado por las pistas contaba con un lago con funciones decorativas y utilitarias, como era el desagüe, y una piscina para caballos, de un gran servicio en el entrenamiento de los equinos.

## Inicios
La primera reunión de carreras constó de 8 carreras, en donde se desbordó desde la más aristocrática sociedad, hasta él más humilde habitante de la ciudad, se verificó el 16 de mayo de 1954. Siendo su primer gerente el médico Jenaro Rico y subgerente director de Carreras Guillermo Aya Villaveces, Posteriormente, se vincularon a la sociedad, hípicos como Enrique Ancízar Sordo y Luis Restrepo Uribe.
A partir de esta reunión el juego del "5 y 6" (apuesta que consistía en acertar 5 o 6 válidas señaladas de antemano en el programa), se empezó a hacer popular, tan así que se convirtió en un artículo más de la canasta familiar; sellado, como mínimo, a 2 pesos. Años más tarde el gobierno al ver el auge de la apuesta determinó un impuesto de 50 centavos de esa época.

### Nace una leyenda
En la reunión inaugural del Hipódromo de Techo, Triguero (Le Volcán y Triguera) ganó el clásico "República de Chile" un caballo nacional que más tarde se convertiría en leyenda sin duda alguna, montado por Oscar Mazuera, entrenado por Marco A. Fajardo y criado en el haras Potrero Grande, ubicado en Soacha (Cundinamarca) se adjudicó la primera Triple Corona colombiana (Polla de Potrillos, el Derby colombiano y Gran Premio Nacional), su propietaria era doña Magdalena Torres de Rico.
Tal era el fervor que provocaba, que cada vez que corría Triguero, las tribunas del Hipódromo de Techo se abarrotaban y en cada triunfo el público se estremecía de emoción, gritando Triguero... Triguero... Triguero.
En su historial, Triguero ganó ocho carreras, ocupó un segundo lugar, cuatro terceros y un cuarto puesto y obtuvo dos récords: el mejor tiempo para los 2.400 metros 2"34 y la mayor bolsa ganada por un caballo en la época, $105.200.
Era tan popular Triguero, que su fama, permitió al Periodista Daniel Samper Pizano, escribir desde España la novela "Jota, caballo y rey", en homenaje a este fenómeno de la Hípica colombiana.